# ウォルフ島

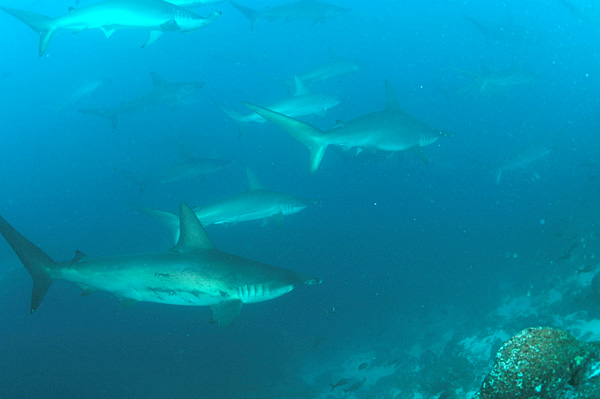
ウォルフ島アカシュモクザメの群れ

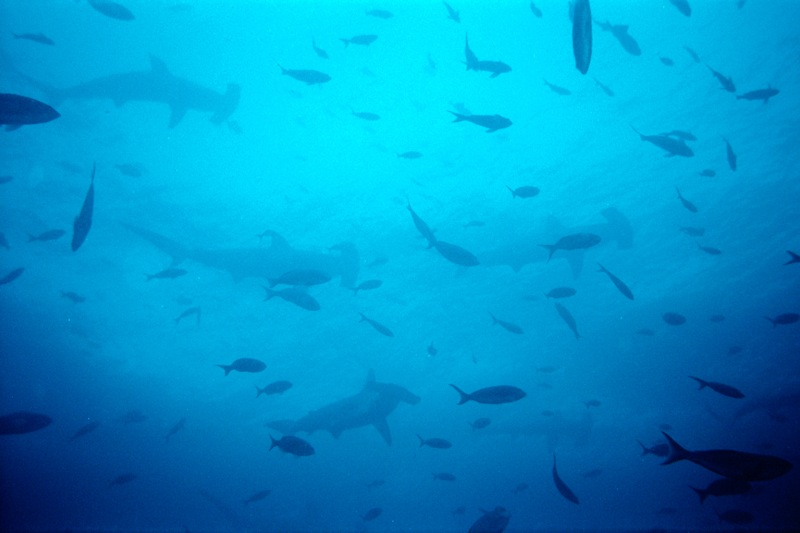
ウォルフ島アカシュモクザメと他の魚の群れ

ウォルフ島（西: Wolf, ウェンマン島、英: Wenman）とは、ガラパゴス諸島を構成する島の一つで、ドイツの地質学者テオドールウルフにちなんで名づけられた。
この島は人気のダイビングスポットだが、島には上陸できない。

## 地理
面積1.3km2、標高253mの無人島である。

## 野生動物
ガラパゴス国立公園の一部のため、島の上陸できない。隣りのダーウィン島のようにスキューバダイバーが訪問する時に開放される。
シュモクザメ、ジンベイザメ、アオウミガメ、マンタや遠洋魚が見られる。
この島は野鳥が多くアカアシカツオドリ、ハシボソガラパゴスフィンチなど見られる。